# Pełczyce
Pełczyce (niem. Bernstein) – miasto w woj. zachodniopomorskim, w powiecie choszczeńskim, siedziba gminy miejsko-wiejskiej Pełczyce.
Według danych z 31 grudnia 2010 r. miasto miało 2681 mieszkańców.
Ośrodek usługowy dla rolnictwa i turystyki; letnisko. Prawa miejskie od 1290 roku, obecna nazwa została administracyjnie zatwierdzona 12 listopada 1946.

## Położenie
Miasto położone jest na specyficznym obszarze – pasie polodowcowej moreny czołowej, ok. 20 km na południowy zachód od Choszczna, pomiędzy połączonymi jeziorami: Panieńskim, Krzywym, Stawno, Pełcz. Różnica poziomów w obrębie miasta wynosi ponad 50 m (65 – 119 m n.p.m.), a najwyższe wyniesienie znajduje się na południowy wschód od centrum miasta.
Według danych z 1 stycznia 2010 r. powierzchnia miasta wynosiła 13,07 km². Stanowi 1% powierzchni powiatu.
Pełczyce leżą na historycznym Pomorzu Zachodnim, w dawnej ziemi pełczyckiej.
Od 1816 Pełczyce należą do pow. myśliborskiego (Kreis Soldin), do 1975 roku – w woj. szczecińskim, następnie gorzowskim, obecnie w powiecie choszczeńskim w woj. zachodniopomorskim.
W latach 1975–1998 miasto administracyjnie należało do woj. gorzowskiego.

## Historia
Od X do XII w. istniał tu gród kasztelański położony na wyspie znajdującej się na jeziorze (obecny półwysep). Do 1240 należał do Polski, następnie do Pomorza Zachodniego, a od 1280 do Brandenburgii. Równocześnie istniała osada przygrodowa, zajmująca teren obecnego starego miasta. W 1290 gród został zniszczony, nowe miasto powstało z fundacji margrabiego Albrechta III, ufundował on zespół klasztoru cysterek. W 1315 wybudowano zamek, który przetrwał on do wojny trzydziestoletniej. Od XIII do XV w. powstały fortyfikacje otaczające starszą część miasta, nowa część była otoczona bagnami i zamiast murów miała tylko bramy. W 1482 miasto zakupił ród Waldów, Wskutek częstych walk Pomorza z Brandenburgią często zmieniali się tutejsi władcy. Pod koniec XVI w. (1576) miał miejsce bunt mieszczan przeciwko feudałom, którzy stale zwiększali wysokość danin. W XVI i XVII w. miasto słynęło z targów końskich. Od początku XVIII w. stanowiło domenę królewską, w 1723 miasto zostało wykupione przez państwo pruskie, co dało impuls do powolnego rozwoju. W 1898 wybudowano linię kolejową. W 1945 podczas walk Armii Czerwonej z Niemcami zabudowa została w znacznym stopniu zniszczona. Po II wojnie światowej powstało Państwowe Gospodarstwo Rybackie, rozwinął się drobny przemysł budowlany.

## Demografia

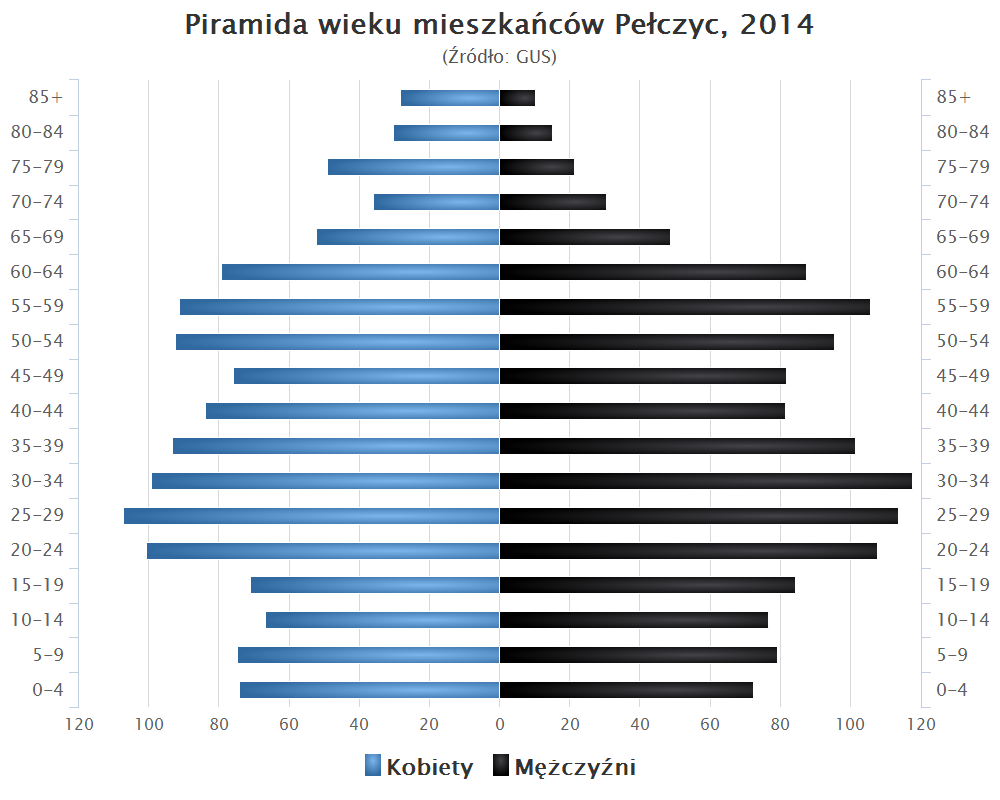
Piramida wieku mieszkańców Pełczyc w 2014 roku

Ludność miasta na przestrzeni lat:

## Zabytki

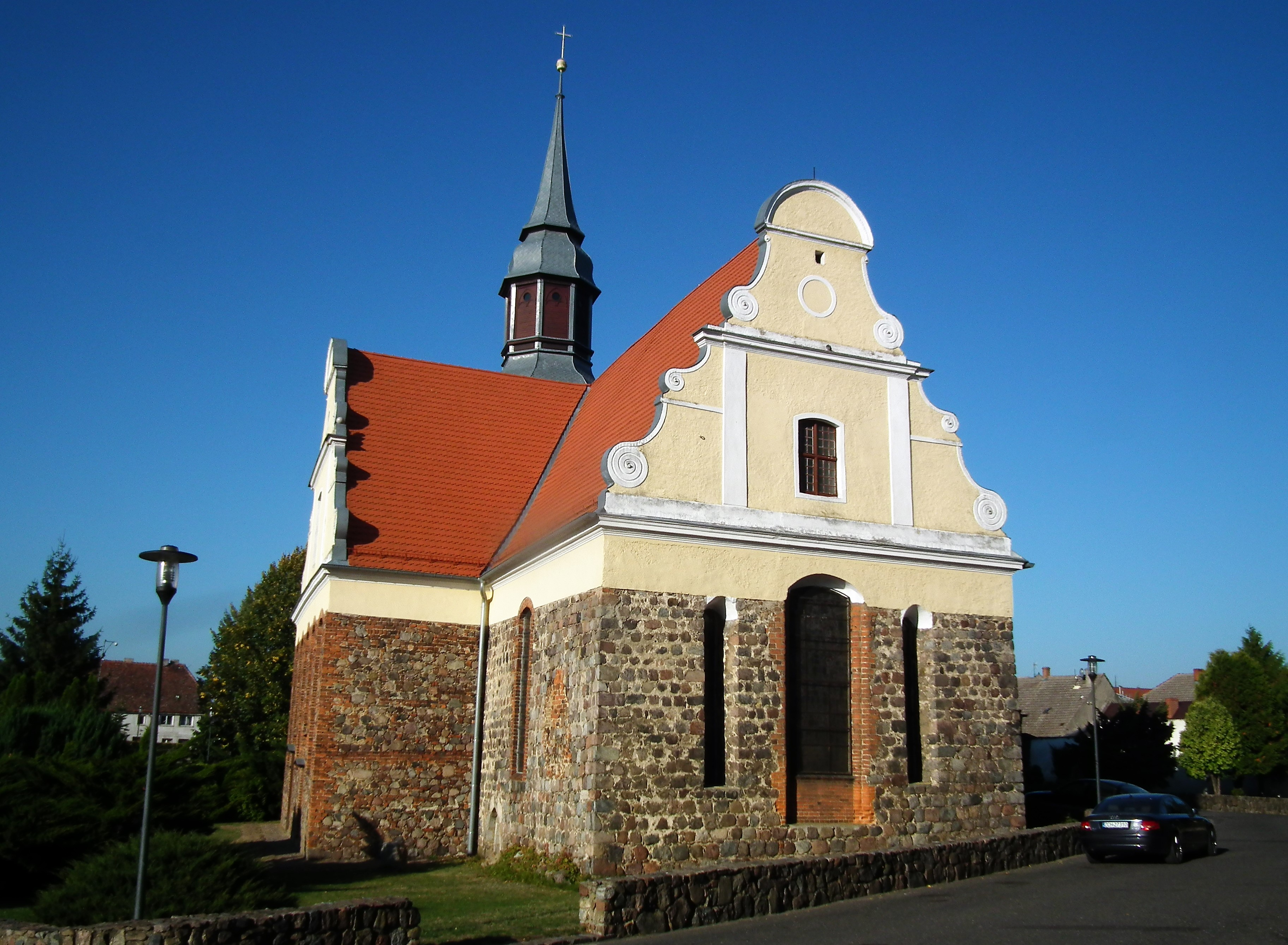
Kościół pw. Narodzenia NMP

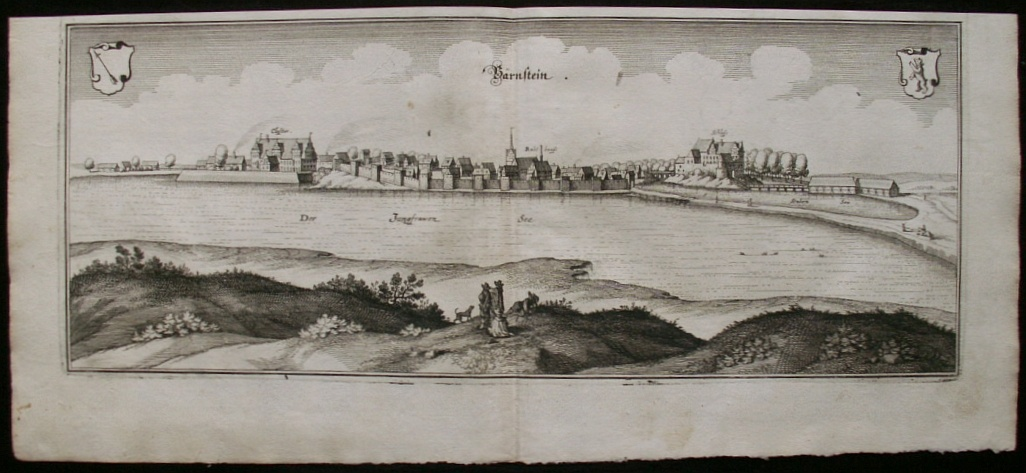
Panorama miasta i okolic (Matthäus Merian). ok. 1650 rok

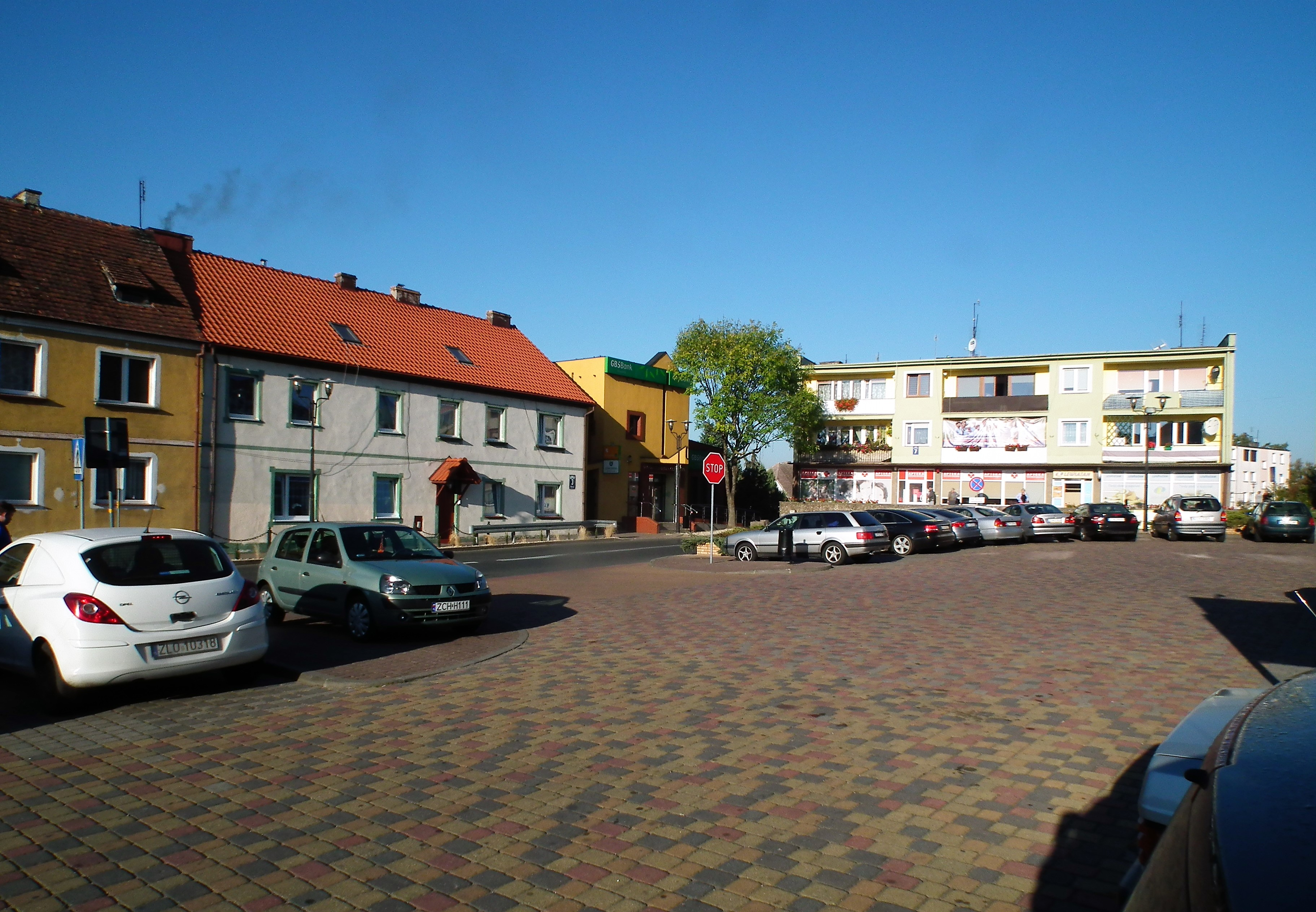
Fragment Rynku Bursztynowego

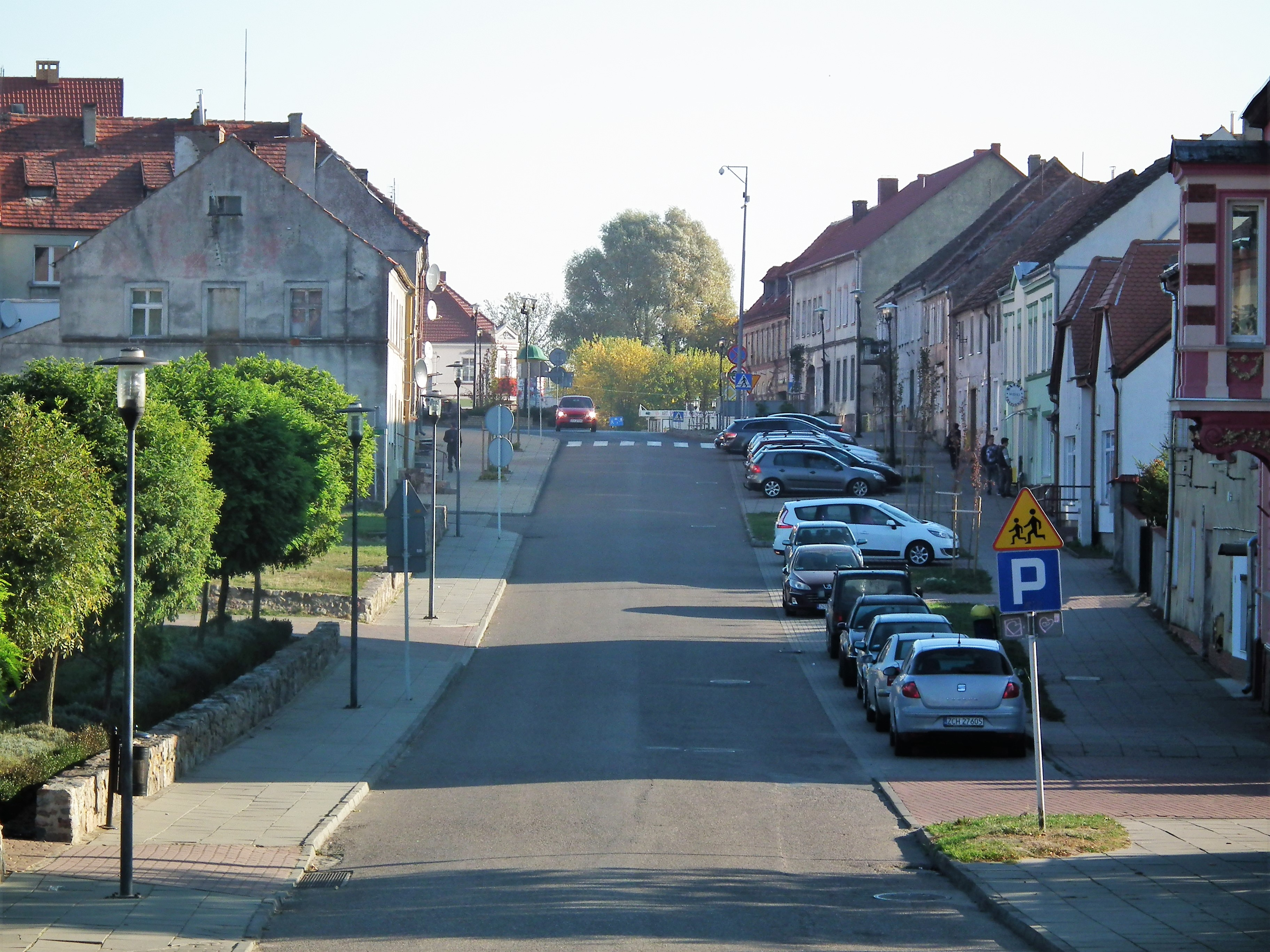
Ulica Armii Polskiej

Do wojewódzkiego rejestru zabytków wpisane są:
- zespół klasztorny cysterek, w skład którego wchodzą:
  - kościół pw. Narodzenia NMP z drugiej połowy XIII wieku, XV i XVIII wieku; kościół parafialny, rzymskokatolicki należący do dekanatu Barlinek, archidiecezji szczecińsko-kamieńskiej, metropolii szczecińsko-kamieńskiej
  - klasztor:
    - skrzydło zachodnie klasztoru z pierwszej połowy XIV wieku, przebudowane w XVIII-XX wieku

  - folwark klasztorny, w skład którego wchodzą:
    - spichrz z drugiej połowy XVIII wieku
    - stajnia z XIX/XX wieku
    - stodoła z 1928 r.
    - dawne ogrody klasztorne
- ratusz, Rynek Nowego Miasta, z lat 20. XX wieku
- szkoła z około 1850 r., ul. Kościelna 7
- poczta z końca XIX w., Rynek Bursztynowy 4
- dom z drugiej połowy XIX w., ul. Armii Polskiej 18

inne zabytki:
- plebania z XIX wieku budynek, na miejscu dawnego zamku; powstał we wschodniej części starego miasta. Pełnił też funkcje lokalnego ośrodka administracyjnego, a do końca lat 70. XX wieku szpitala miejskiego
- synagoga
- cmentarz żydowski.

## Zamek w Pełczycach
Zamek w Pełczycach wzniósł pomorski ród von der Osten po roku 1315, wybierając pod budowę cypel położony na południe od miasta, osłaniany przez jezioro Pełcz i moczary. Wcześniej istniejące po północnej stronie zabudowy miejskiej grodzisko od 1290 roku zajmowały cysterki, których klasztor przetrwał częściowo do dzisiaj. Sam zamek miał formę regularnego prostokąta i początkowo skromną zabudowę w postaci domu zamkowego przy kurtynie wschodniej, być może w formie wieży mieszkalnej (wyższa część skrzydła widoczna na rycinie Meriana). Z czasem warownię rozbudowano, czego świadectwem jest siedemnastowieczne przedstawienie zamku, na którym widzimy dom bramny, rozbudowaną zabudowę mieszkalną od wschodu i północy i narożną wieżę, flankującą prowadzące przez most na palach podejście. Wieża na planie cylindrycznym, o wysokości ledwo dorównującej murom obwodowym, wskazuje na niedokończoną budowę, bądź na późniejszą metrykę niż pierwotne ściany zamku (możliwe jedno i drugie).
Zamek w czasie swojego istnienia kilkukrotnie był areną walk. W 1451 roku oblegany był bez skutku przez krzyżackie wojsko Nowej Marchii, a w 1478 roku zdobyły go wojska Marchii Brandenburskiej. Warownia od 1485 roku znajdowała się w rękach rodu von Waldow. Oni też dokonali renesansowej przebudowy zamku ok. 1600 r. Po zniszczeniach III wojny północnej nie podniósł się ze zniszczeń i w 1728 roku został sprzedany, a w kolejnych latach doszczętnie rozebrany. Jedynym reliktem zamku pozostaje wzgórze na planie elipsy.

## Kultura i sport
W Pełczycach znajduje się Szkoła Podstawowa im. Mikołaja Kopernika oraz gimnazjum. Przez dwa lata funkcjonowało również liceum.
Miasto jest siedzibą piłkarskiego Klubu Sportowego „Kłos” Pełczyce, który został założony w 1947 roku i występuje obecnie w lidze okręgowej.
Lokalne imprezy
- Święto miasta Dni Pełczyc odbywa się 23 i 24 czerwca[14]
- Bieg Bursztynowy – maj – impreza sportowa dla dzieci i młodzieży ze szkół podstawowych i gimnazjów z terenu powiatu choszczeńskiego oraz dla dorosłych biegaczy. Jest to bieg uliczny.
- Pełczycki Maraton Pływacki – 15 sierpnia – odbywa się na jeziorze Duży Pełcz. Celem imprezy jest upowszechnianie zdrowotnych walorów pływania jako prostej formy aktywności ruchowej oraz aktywizacja sportowa młodzieży i dorosłych. Zawody te rozgrywane są w trzech dystansach.
- Święto Tataraku – sierpień – impreza nawiązująca do tradycji święta mieszkańców Pełczyc z lat 30. poprzedniego stulecia, z udziałem gości z Niemiec. W programie: zawody wędkarskie, przedstawienie teatralne, w którym udział biorą aktorzy zawodowi i amatorzy z gminy, barwny korowód oraz zabawa pod „rozgwieżdżonym niebem”.
- Festiwal Pieśni Religijnej – listopad – festiwal kierowany jest do miłośników muzyki religijnej. Podczas festiwalu swój dorobek muzyczny prezentują przybyłe zespoły, soliści i zaproszeni goście.

## Administracja
Miasto jest siedzibą gminy miejsko-wiejskiej. Mieszkańcy Pełczyc wybierają do swojej rady miejskiej 5 radnych (5 z 15). Pozostałych 10 radnych wybierają mieszkańcy terenów wiejskich gminy Pełczyce. Organem wykonawczym jest burmistrz. Siedzibą władz jest urząd miejski przy Rynku Bursztynowym.
Burmistrzowie Pełczyc:
- Mirosław Józef Kluk (1990-2024)
- Anna Kochanowicz (od 2024)[16]

Mieszkańcy Pełczyc wybierają parlamentarzystów z okręgu wyborczego Szczecin, a posłów do Parlamentu Europejskiego z okręgu wyborczego nr 13.